# Обдуліо Діано
Обдуліо Діано (ісп. Obdulio Diano, 27 жовтня 1919, Берналь — 19 лютого 2007) — аргентинський футболіст, що грав на позиції воротаря, зокрема за «Бока Хуніорс», а також національну збірну Аргентини, у складі якої — чемпіон Південної Америки 1947 року.

## Клубна кар'єра
У дорослому футболі дебютував 1939 року виступами за команду «Архентіно де Кільмес». Згодом з 1940 по 1943 рік грав у Чилі, де захищав кольори «Сантьяго Насьйональ» та «Коло-Коло».
1944 року повернувся на батьківщину, ставши гравцем «Бока Хуніорс». Спочатку був резервним голкіпером, основним став лише у 1947.
1952 року завершив виступи за команду з Буенос-Айреса, після чого ще рік відіграв за уругвайський «Ліверпуль» (Монтевідео), після чого остаточно залишив професійний футбол.

## Виступи за збірну
1947 року провів свою єдину гру у складі національної збірної Аргентини — матч тогорічного чемпіонату Південної Америки 1947 проти господарів турніру, еквадорців, в якому залишив свої ворота недоторканими (перемога Аргентини 2:0). Таким чином зробив свій внесок у здобуття командою свого дев'ятого в історії титула найсильнішої збірної континенту.
Помер 19 лютого 2007 року на 88-му році життя.

## Титули і досягнення
- Переможець чемпіонату Південної Америки (1):

Аргентина: 1947